# Borgo Bonsignore
Borgo Bonsignore (Santu Petru in siciliano) è una frazione di 51 abitanti di Ribera, comune italiano del libero consorzio comunale di Agrigento in Sicilia.
È un esempio ben conservato di nuovi borghi rurali costruiti alla fine degli anni trenta in Sicilia.
Oggi è abitato soprattutto nel periodo estivo.

## Geografia fisica

### Territorio

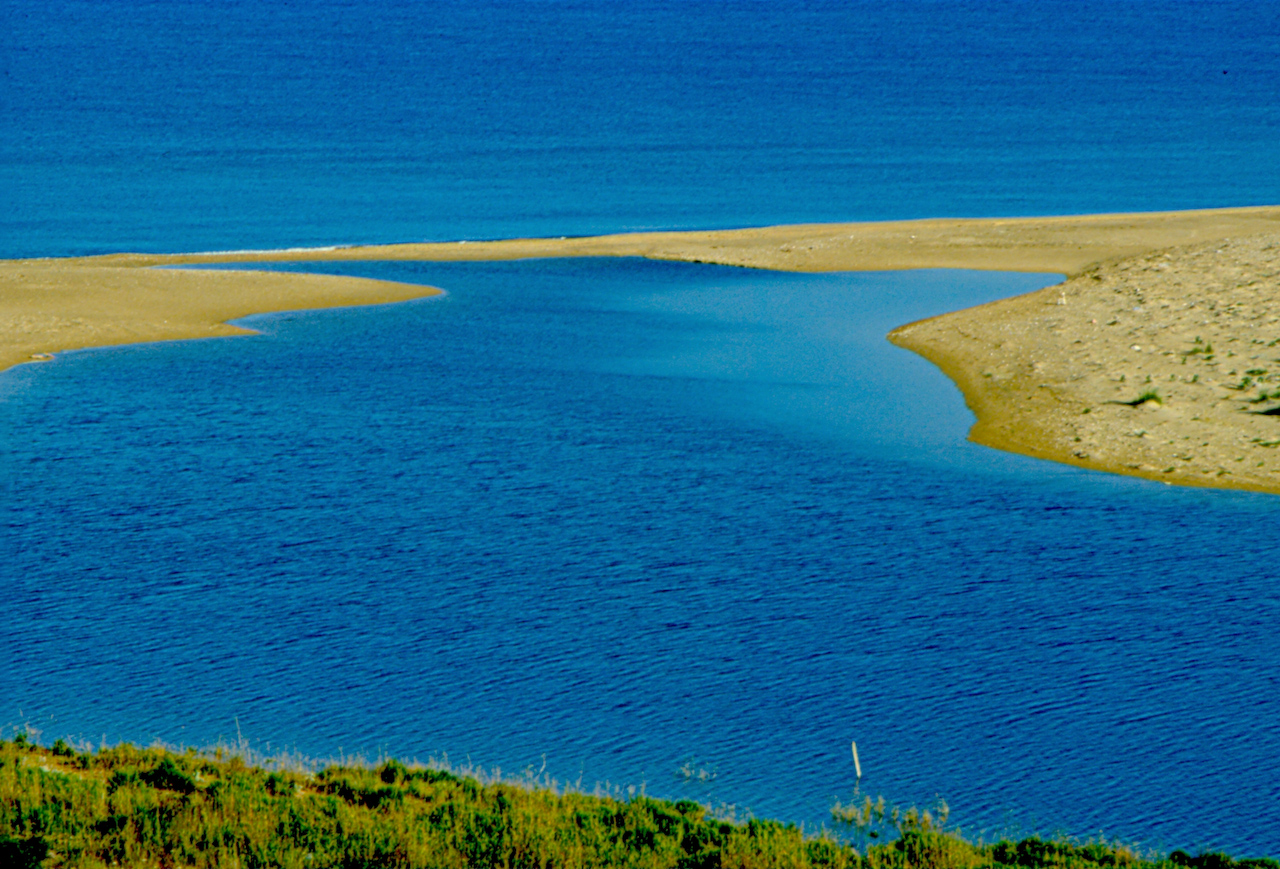
RNO Foce del fiume Platani

Posto in una collinetta nelle immediate vicinanze del mare, è raggiungibile direttamente dalla S.S. 115, e dista da Ribera circa 11,5 km.
Caratteristica di questa zona è la costa incontaminata con spiagge rinomate come il Lido Fuggitella, Pietre Cadute e la zona della Riserva naturale orientata Foce del fiume Platani.

### Clima
La costante di queste aree è il clima di tipo "Mediterraneo" con temperatura media di 26 - 28 °C in luglio ed agosto e con punte massime di 40 - 42 °C.
- Classificazione climatica: zona C, 974 GG[2].

## Storia
Il territorio dove oggi sorge Borgo Bonsignore fu anticamente uno dei feudi del Ducato di Bivona, denominato San Pietro.
Con il partizionamento delle proprietà del Duca di Bivona, l'ex feudo di San Pietro, esteso circa 600 ettari, passò agli Ospedali Riuniti di Sciacca, che nel 1934 l'affittarono per 18 anni alla cooperativa di agricoltori denominata La Bonifica, che lo suddivise in 79 quote.
Con il lavoro degli agricoltori, il territorio che fino ad allora era stato adibito a pascolo, subì radicali trasformazioni. Furono costruite le vie d'accesso all'altipiano, le strade interne, i canali d'irrigazione, le case coloniche, le stalle, edifici per l'amministrazione, l'acquedotto, le strade interpoderali; furono eseguite opere di prosciugamento, dissodamento e sistemazione dei terreni ed impianti di oliveti e vigneti. Furono coltivati anche i terreni dunosi. Alcune famiglie di Ribera decisero di trasferirvisi.
Il 10 dicembre 1940 l'Ente per la colonizzazione del latifondo siciliano, inaugura ufficialmente il borgo rurale che viene intitolato ad Antonio Bonsignore, capitano dei Carabinieri, nato ad Agrigento, medaglia d'oro al V.M., caduto in combattimento a Gunu Gadu nell'Africa Orientale Italiana il 24 aprile 1936 nella Seconda battaglia dell'Ogaden.
Il progetto era dell'ingegnere Donato Mendolia e fu costruito dall'impresa Ferrobeton.
L'Ente aveva munito il complesso del Borgo di municipio, scuola elementare, ristorante, 25 case coloniche, ufficio postale, caserma dei Carabinieri, ambulatorio medico, chiesa parrocchiale. Vi furono inviati con l'obbligo di residenza un medico, una levatrice, un ufficiale d'ordine e due guardie.
Qualche anno dopo vennero incluse nel Borgo anche le terre degli ex feudi di Cuci-Cuci, San Pietro della Palma e Giardinello, facendo estendere il Borgo dal fiume Magazzolo al fiume Verdura. Gli abitanti che nel 1940 erano 100 arrivarono a diventare 600.
Nel dopoguerra il borgo fu quasi abbandonato e abitato nuovamente dalla fine degli anni sessanta.
Borgo Bonsignore ha subito quattro interventi di manutenzione straordinaria, il primo nel 1946-1949 per riparare i danni bellici, il secondo nel 1952 per sostituire la struttura in legno dei solai, il terzo nel 1958-1961 per il ripristino dal degrado degli edifici, il quarto nel 2022-2023 .

## Eventi e tradizioni
Ogni estate un comitato di abitanti del Borgo organizza spettacoli, serate danzanti, teatro e cinema sotto le stelle nella piazza principale.
L'ultima decade di agosto viene festeggiato San Pietro, Patrono di Borgo, con una processione, giochi d'artificio e la rigatonata nella piazza principale.

## Economia

### Turismo
La presenza di spiagge, territori ed una maestosa pineta incontaminati attira ogni anno una discreta quantità di vacanzieri. Negli ultimi anni sono sorti dei Bed & breakfast e delle case vacanze che hanno fatto arrivare visitatori soprattutto dall'estero, attirati dal buon rapporto qualità-prezzo.
Le spiagge di Borgo Bonsignore sono state consigliate dalla Guida Blu di Legambiente nel 2002, 2003, 2004, 2005, 2006, 2007, 2008, 2009, 2010 e 2011.

## Infrastrutture e trasporti

### Strade
La Strada statale 115 dista dal Borgo meno di 2 km. Da qui sono facilmente raggiungibili i siti di maggiore interesse turistico della Sicilia come Agrigento e la sua Valle dei Templi, Eraclea Minoa, Sciacca, Selinunte, Palermo.

### Mobilità urbana
Il servizio di trasporto urbano su gomma che collega tutto l'anno Borgo Bonsignore e Ribera è curato dall'azienda C.A.R..

## Galleria d'immagini

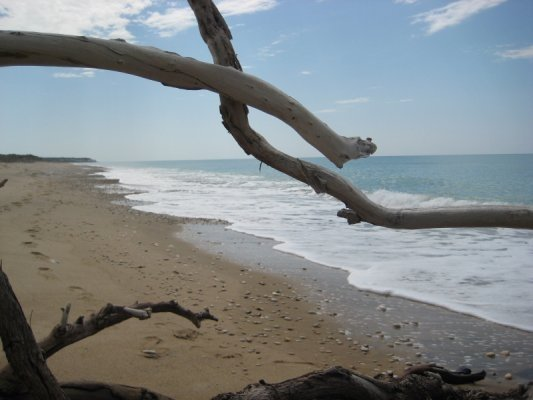
Borgo Bonsignore. Spiaggia.
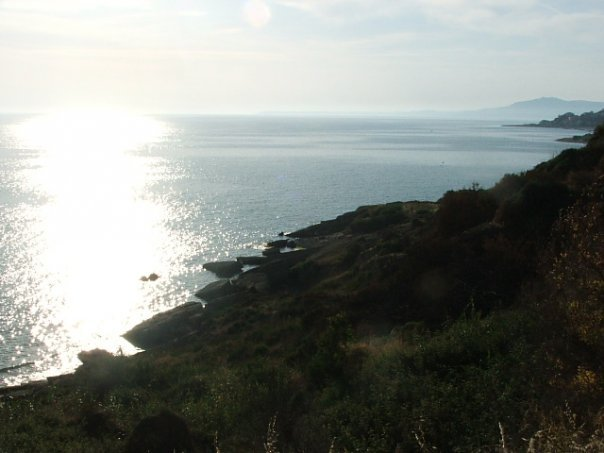
Spiaggia di Pietre cadute.
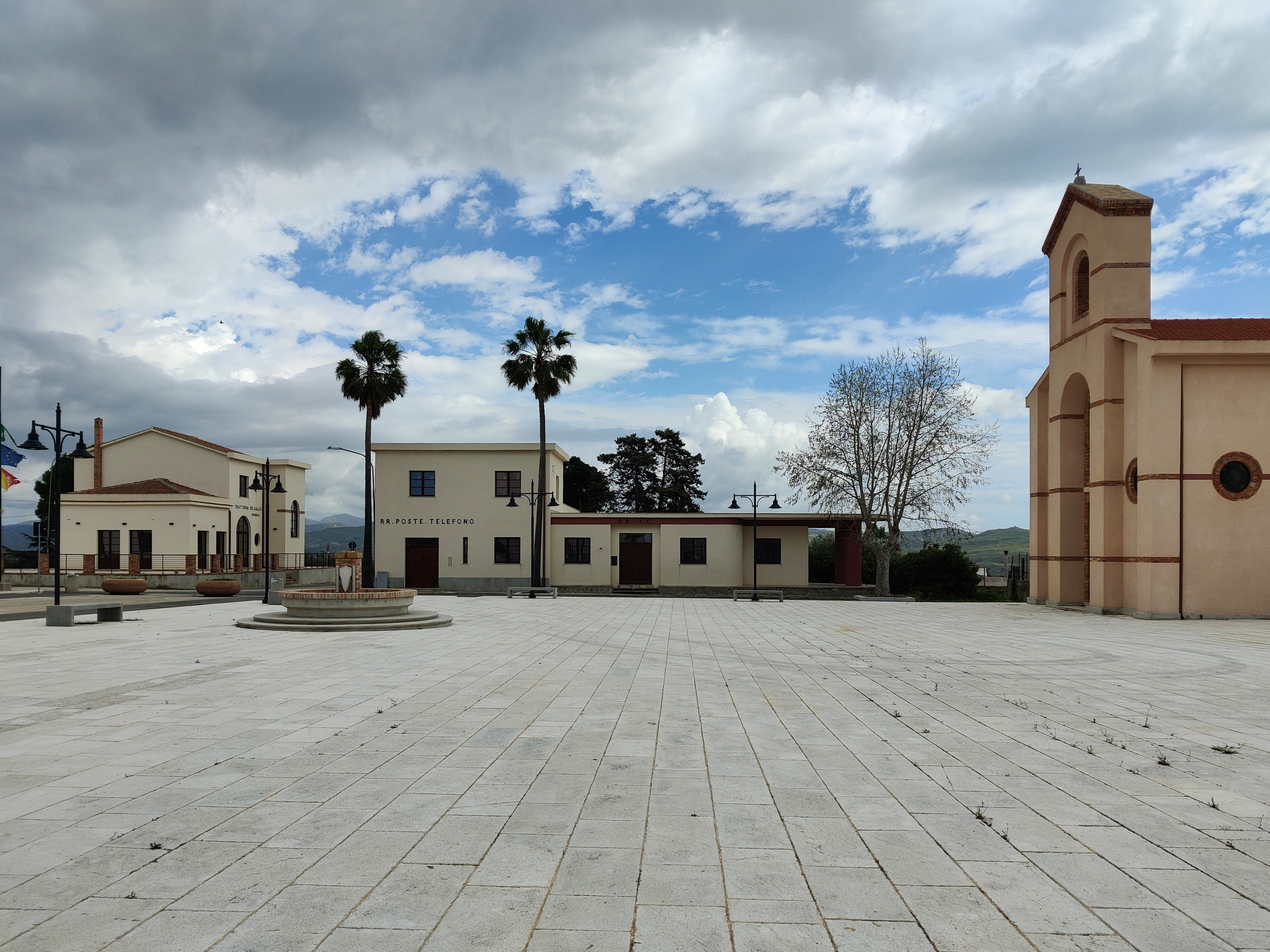
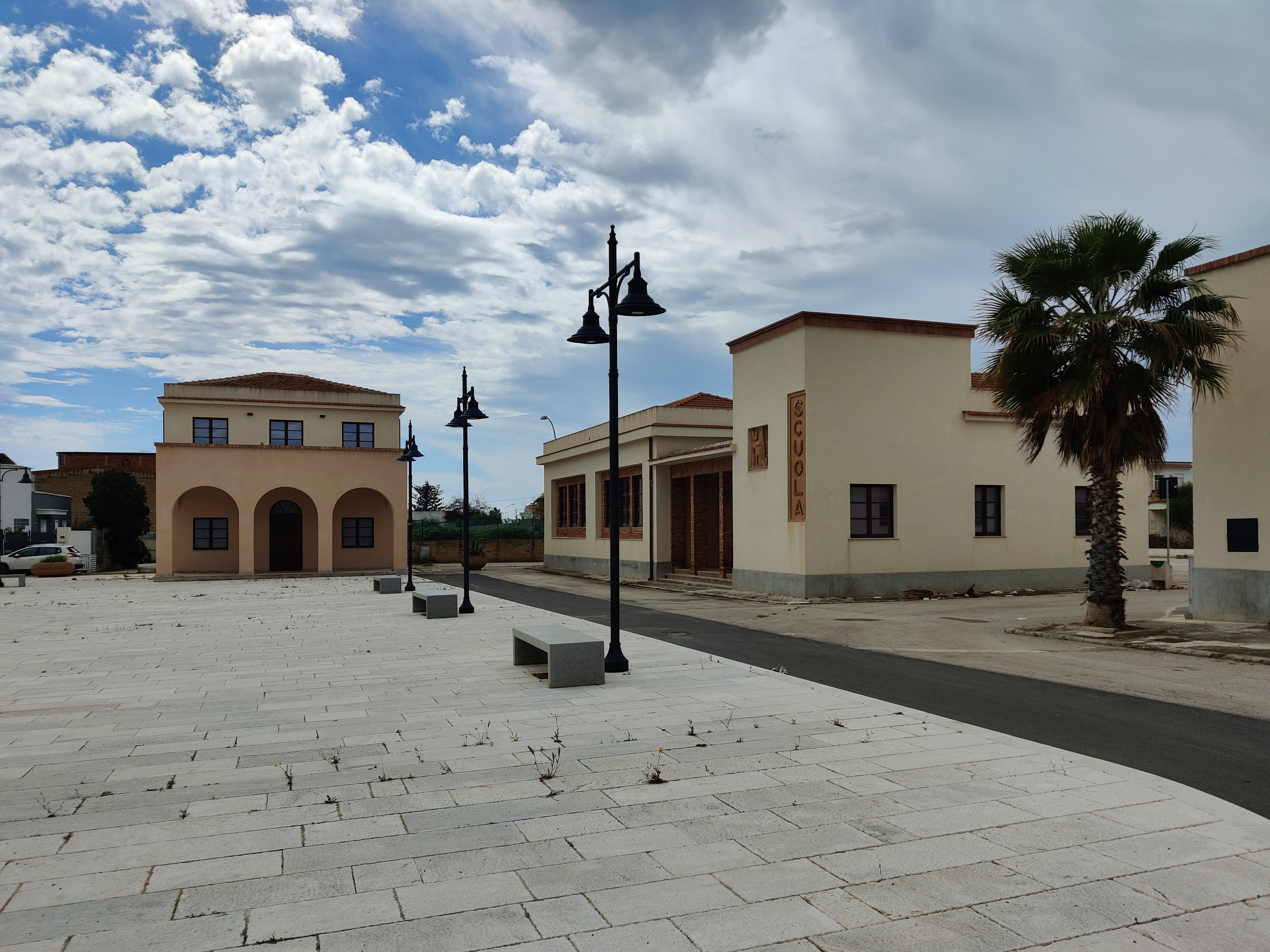
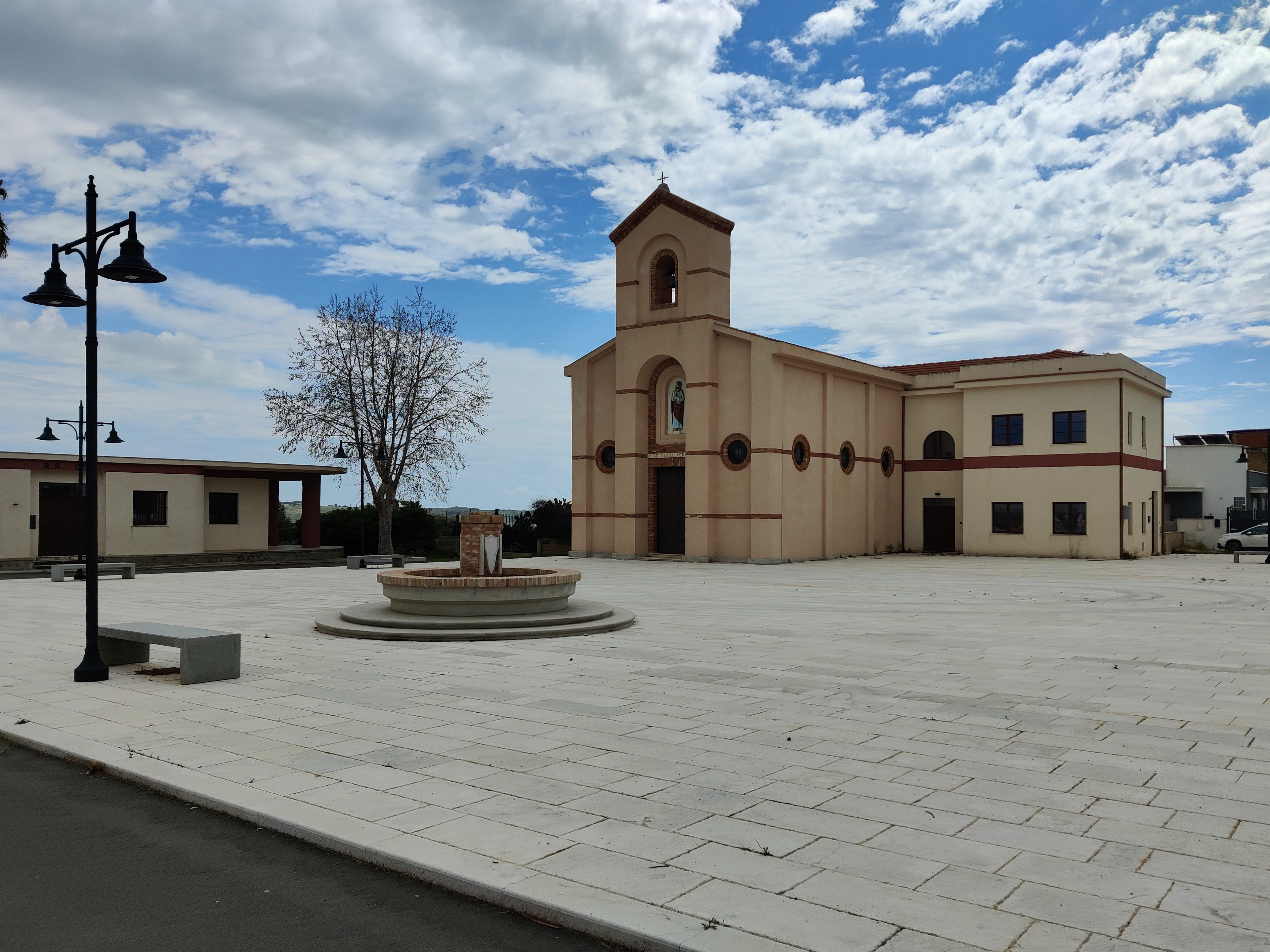
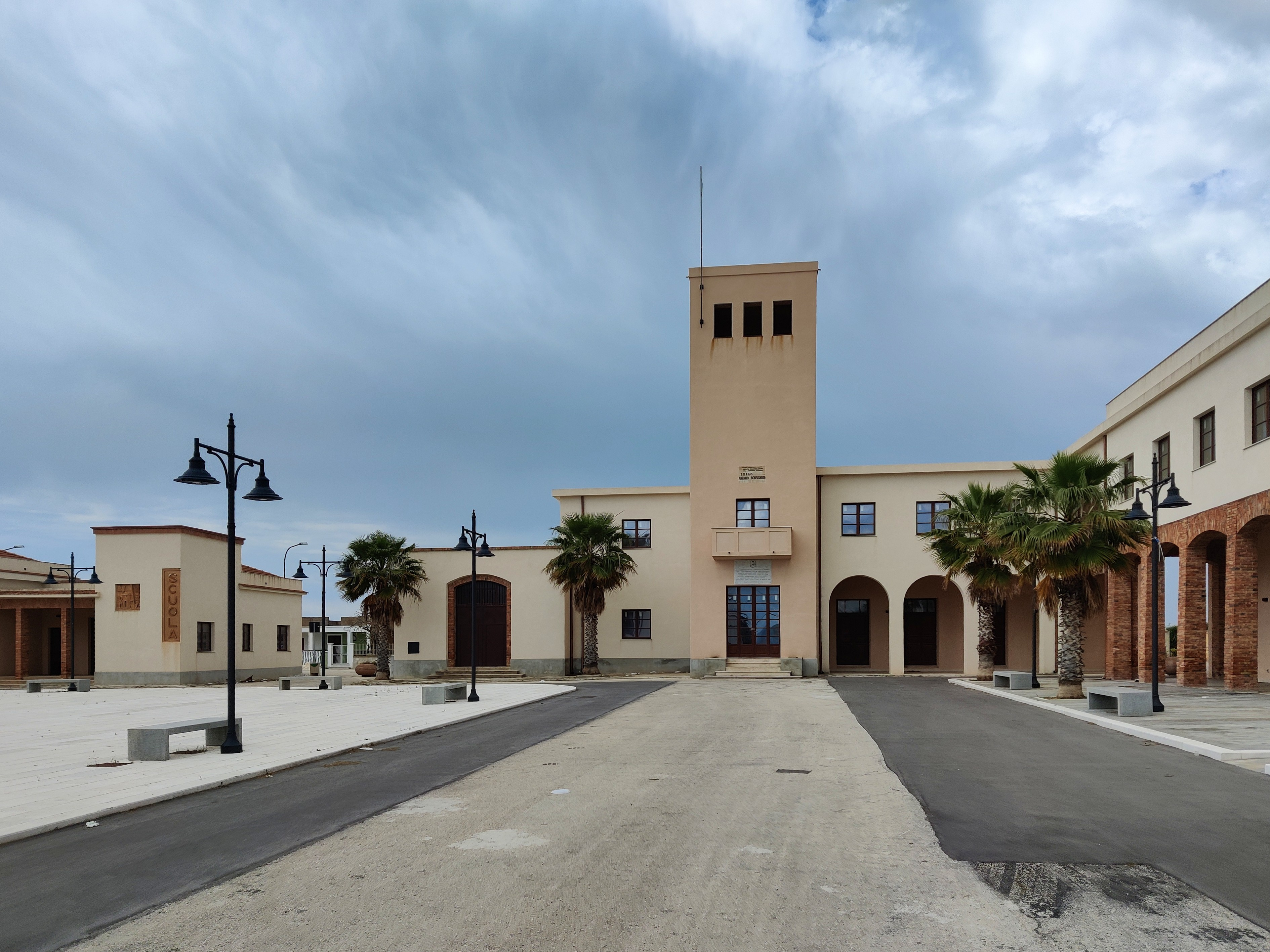
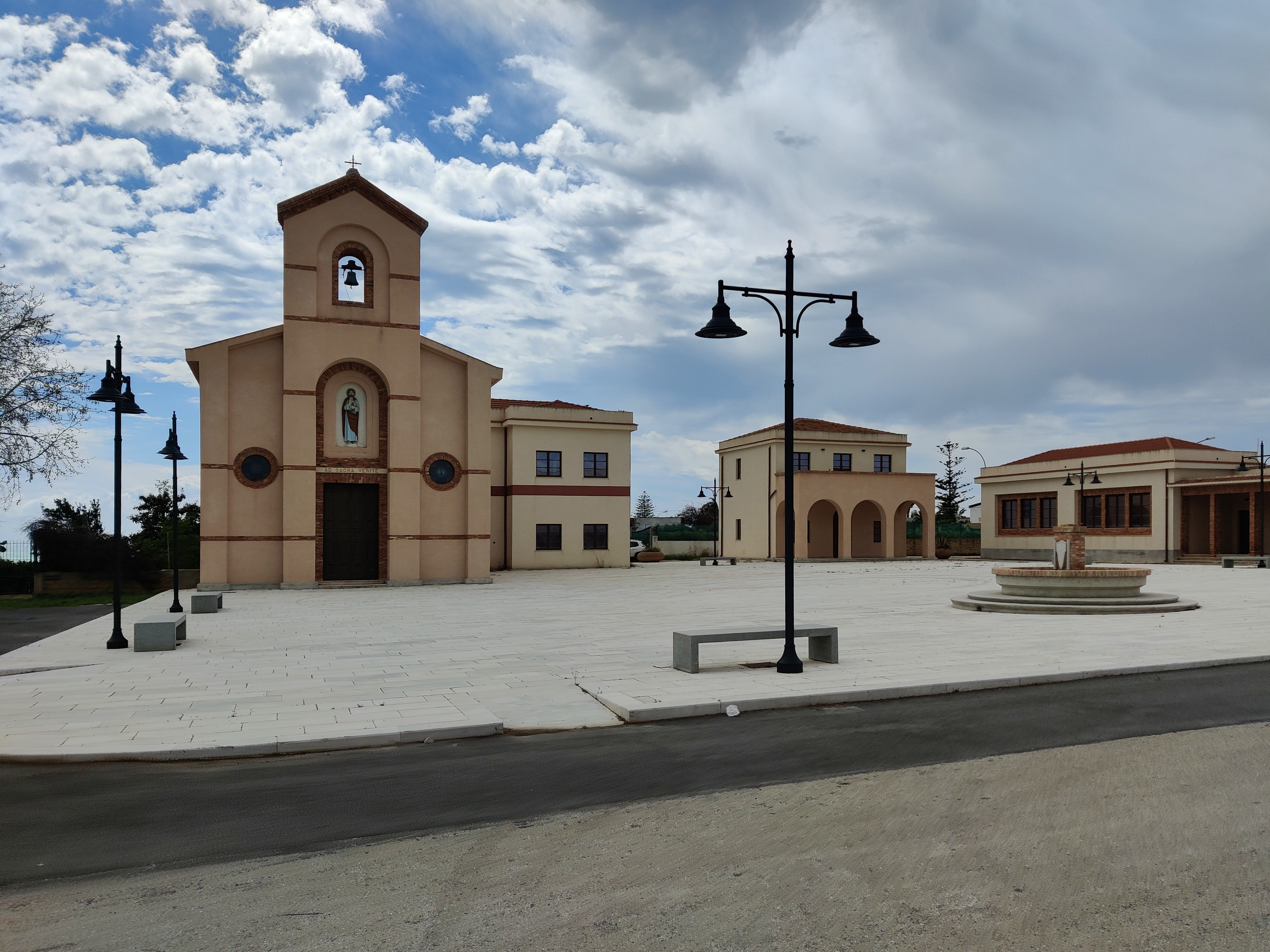